# Kampioenschap van Vlaanderen 1962
Il Kampioenschap van Vlaanderen 1962, quarantasettesima edizione della corsa, si svolse il 13 settembre 1962 su un percorso di 150 km, con partenza e arrivo a Koolskamp. Fu vinto dal belga André Messelis della Wiel's-Groene Leeuw davanti ai suoi connazionali Romain Van Wynsberghe e Oswald Declercq.

## Ordine d'arrivo (Top 10)
| Pos. | Corridore             | Squadra                  | Tempo    |
| ---- | --------------------- | ------------------------ | -------- |
| 1    | André Messelis        | Wiel's-Groene Leeuw      | 3h39'00" |
| 2    | Romain Van Wynsberghe | Bertin-Porter 39-Milremo | a 5"     |
| 3    | Oswald Declercq       | Bertin-Porter 39-Milremo | a 1'10"  |
| 4    | Benoni Beheyt         | Wiel's-Groene Leeuw      |          |
| 5    | Martin Van Geneugden  | Flandria-Faema-Clement   |          |
| 6    | Gustave Desmet        | Wiel's-Groene Leeuw      |          |
| 7    | Gilbert Desmet        | Carpano                  |          |
| 8    | Georges Decraeye      | Liberia-Grammont         |          |
| 9    | Joseph Bosmans        | Verveer-Vedette-Metzeler |          |
| 10   | Gilbert Saelens       |                          |          |